# Liam Tancock
Liam Tancock (né le 7 mai 1985 à Exeter en Angleterre) est un nageur britannique spécialiste des épreuves de dos (50 et 100 m) et de quatre nages (200 m). Il devient champion du monde du 50 m dos en 2009 à Rome. Il compte en outre trois médailles de bronze planétaires en grand bassin ainsi qu'un titre mondial en petit bassin.

## Biographie
Liam Tancock débute la natation dans sa ville natale à l'Exeter City Swimming Club et continue au haut niveau à l'Université de Loughborough où il étudie les sciences du sport,. Dès ses jeunes années, il s'illustre en se construisant un palmarès imposant. Ainsi, en 2003, il devient champion d'Europe junior du 50 m dos et remporte les médailles de bronze des 100 m dos et relais 4 × 100 m quatre nages. Plus tôt, en 2001, il décrochait deux médailles d'or lors du Festival olympique de la jeunesse européenne en gagnant les 100 m dos et 200 m quatre nages. Sur le plan national, il monte pour la première fois sur le podium des Championnats de Grande-Bretagne en 2003. L'année suivante, cette compétition sert de sélections olympiques britanniques pour les Jeux d'Athènes. Alors que les seuls deux premiers peuvent prétendre à ces sélections, il échoue au troisième rang du 100 m dos en 55 s 71. 
En 2005, il remporte son premier titre national en gagnant le 50 m dos en 25 s 38. Cette performance, ajoutée à sa deuxième place sur 100 m, le qualifie pour les Championnats du monde organisés à Montréal durant l'été. Au Canada, il enlève la médaille de bronze du 50 m dos en 25 s 02, derrière le Grec Aristeidis Grigoriadis et l'Australien Matt Welsh. Par ailleurs, il ne parvient pas à atteindre la finale du 100 m. Il conclut cette année par une participation réussie aux Championnats d'Europe en petit bassin disputés en Italie à Trieste. Le Britannique y décroche trois médailles, toutes en bronze. Ses progrès sont constants l'année suivante. Il se distingue ainsi lors des Jeux du Commonwealth notamment en s'imposant sur 100 m dos. De même, il enlève le bronze au titre du relais 4 × 100 m quatre nages et obtient des places d'honneur en individuel aux Championnats d'Europe à Budapest.
Il confirme ces performances en 2007 au niveau planétaire lors des Championnats du monde de Melbourne. Qualifié en finale du 100 m, il termine troisième derrière les Américains Aaron Peirsol et Ryan Lochte, se classant premier européen. Il réédite pareille performance sur la distance inférieure derrière le Sud-Africain Gerhard Zandberg et l'Allemand Thomas Rupprath. L'année 2008 est marquée par les Jeux olympiques d'été de 2008. Liam Tancock se distingue avant ce rendez-vous en particulier lors des sélections olympiques lors desquelles il bat le record du monde du 50 m dos au départ du 200 m dos, une épreuve non olympique toutefois. Il est le premier Britannique à battre un record du monde depuis 1990 et le brasseur Adrian Moorhouse. En vertu de sa troisième place mondiale en 2007, il est pré-sélectionné sur 100 m et n'a pas besoin de s'aligner lors de ces sélections. Inscrit en revanche sur 200 m quatre nages, il s'illustre en réalisant la quatrième performance mondiale de l'histoire en 1 min 57 s 79 lors des séries. Le lendemain en finale, il se qualifie en deuxième position derrière James Goddard. Immédiatement après ces championnats, le nageur dispute les Mondiaux en petit bassin à Manchester. Il y remporte quatre médailles dont l'or du 100 m dos agrémenté du record d'Europe de l'épreuve en 50 s 14.
Aux Jeux, il fait figure d'outsider aussi bien sur 100 m dos que sur 200 m quatre nages bien qu'il n'ait pas de temps de référence depuis le début de la saison 2008 sur 100 m dos. Sur 200 m quatre nages en revanche, il se présente avec le cinquième temps des engagés. Malgré sa confiance affichée, il ne remporte aucune médaille lors des Jeux mais nage trois finales. Sixième sur 100 m dos puis dernier de la finale du 200 m quatre nages, il conclut l'événement olympique avec une septième place au sein du relais 4 × 100 m quatre nages britannique.
L'année suivante, il s'affirme sur 50 m dos en remportant le titre mondial à Rome tout en battant à deux reprises le record du monde. Il échoue par ailleurs au pied du podium du 100 m dos en 52 s 73, son nouveau record personnel, à neuf centièmes du podium occupé par le Japonais Junya Koga, l'Allemand Helge Meeuw et l'Espagnol Aschwin Wildeboer.

## Divers
En 2008, Liam Tancock est lié à l'équipementier australien Speedo. À ce titre, il participe en février 2008 à la campagne mondiale de lancement de la combinaison LZR Racer, ce après avoir participé à son développement. C'est d'ailleurs avec cette tenue controversée qu'il nage ses compétitions en 2008.

## Palmarès

### Jeux olympiques
| Épreuve / Édition      | Pékin 2008       |
| 100 m dos              | 6e 53 s 39       |
| 200 m quatre nages     | 8e 2 min 0 s 76  |
| 4 × 100 m quatre nages | 7e 3 min 33 s 69 |

### Championnats du monde
| Épreuve / Édition      | Grand bassin                     | Grand bassin   | Grand bassin     | Grand bassin     |                                  | Petit bassin         | Petit bassin |
| Épreuve / Édition      | Montréal 2005                    | Melbourne 2007 | Rome 2009        | Shanghai 2011    | Shanghai 2006                    | Manchester 2008      |              |
| 50 m dos               | Bronze 25 s 02                   | Bronze 25 s 23 | Or 24 s 04 – RM  | Or 24 s 50       | 17e temps en demi-finale 25 s 08 | Argent 23 s 53       |              |
| 100 m dos              | 10e temps en demi-finale 55 s 07 | Bronze 53 s 61 | 4e 52 s 73       | 6e 53 s 25       | 18e temps en demi-finale 53 s 90 | Or 50 s 14 – RE      |              |
| 100 m quatre nages     | —                                | —              | —                |                  | 5e 54 s 22                       | Bronze 52 s 22       |              |
| 200 m quatre nages     | —                                | —              | —                | —                |                                  | Argent 1 min 53 s 10 |              |
| 4 × 100 m quatre nages | —                                |                | 5e 3 min 36 s 18 | Disqualifié      | —                                | 5e 3 min 28 s 38     |              |
| 4 × 100 m nage libre   |                                  |                |                  | 8e 3 min 15 s 03 |                                  |                      |              |

### Championnats d'Europe
| Épreuve / Édition      | Grand bassin         | Grand bassin                    | Grand bassin   | Petit bassin                     | Petit bassin     |
| Épreuve / Édition      | Budapest 2006        | Eindhoven 2008                  | Budapest 2010  | Trieste 2005                     | Helsinki 2006    |
| 50 m dos               | 6e 25 s 53           | —                               | Argent 24 s 70 | Bronze 24 s 06                   | 4e 24 s 25       |
| 100 m dos              | 4e 54 s 51           | 9e temps en demi-finale 55 s 11 | Bronze 53 s 86 | 16e temps en demi-finale 53 s 62 | —                |
| 4 × 100 m quatre nages | Bronze 3 min 36 s 61 | —                               | —              | —                                | —                |
| 4 × 50 m quatre nages  | —                    | —                               | —              | Bronze 1 min 35 s 22             | 6e 1 min 36 s 43 |
| 4 × 50 m nage libre    | —                    | —                               | —              | Bronze 1 min 25 s 85             | —                |

### Jeux du Commonwealth
- Jeux du Commonwealth de 2006 à Melbourne (Australie) :
  -  Médaille d'or du 100 m dos.
  -  Médaille d'argent du 50 m dos.
  -  Médaille d'argent au titre du relais 4 × 100 m quatre nages.

## Records

### Records personnels
Ces tableaux détaillent les records personnels de Liam Tancock en grand bassin au 2 août 2009.
| Épreuve            | Temps         | Compétition                          | Lieu                   | Date       |
| 50 m dos           | 24 s 04       | Championnats du monde 2009           | Rome, Italie           | 02/08/2009 |
| 100 m dos          | 52 s 73       | Championnats du monde 2009           | Rome, Italie           | 28/07/2009 |
| 200 m quatre nages | 1 min 57 s 79 | Championnats de Grande-Bretagne 2008 | Sheffield, Royaume-Uni | 01/04/2008 |

### Records du monde battus
Ce tableau détaille les trois records du monde battus par Liam Tancock durant sa carrière ; tous ont été établis en grand bassin.
| Épreuve                  | Temps   | Compétition                               | Lieu                   | Date       |
| 50 m dos en grand bassin | 24 s 47 | Championnats de Grande-Bretagne 2009      | Sheffield, Royaume-Uni | 02/04/2008 |
| 50 m dos en grand bassin | 24 s 08 | Championnats du monde 2009 (demi-finales) | Rome, Italie           | 01/08/2009 |
| 50 m dos en grand bassin | 24 s 04 | Championnats du monde 2009 (finale)       | Rome, Italie           | 02/08/2009 |